# Paraschistochila nuda
Paraschistochila nuda là một loài rêu trong họ Schistochilaceae. Loài này được (Horik.) Inoue mô tả khoa học đầu tiên năm 1976.